# 現代芸術文化事務局 (タイ)
タイ王国文化省現代芸術文化事務局 (タイ語:สำนักงานศิลปวัฒนธรรมร่วมสมัย、英語：The Office of Contemporary Art and Culture）は、タイ王国内閣文化省の内部部局の一つ。2002年に設置。 

## 概要
現代芸術文化事務局は、発展を続ける芸術に対応した文化行政を担当するための部署である。新しい芸術の庇護、資金支援を行いつつ、経済、工業、観光業の発展のために活用すること模索する。また芸術のグローバリゼイションを理解し、使いこなすことを目的にしている。そのために主な行政事務として、現代芸術普及のための美術館、ギャラリーの奨励と支援、芸術関連団体および関係者の内外ネットワークの構築、タイの現代美術関連の電子情報センター事業運営、伝統芸術と現代芸術の知識発展のための教育と研究、芸術関連への資金の獲得と基金の運営を行っている。
2009年12月現在、HP上でタイ語ではあるが、イベント・芸術家の検索データベースが運用されている。

## 管轄
以下の9部門の芸術を主たる対象に置いている。
1. 視覚芸術
2. パフォーミングアート
3. 文学
4. 建築
5. 内装飾
6. 映画
7. グラフィック・デザイン
8. 服飾
9. 音楽

## 所在地
バンコク バーンプラット区 バーンバムル地区 ボーロマラーチャチョンナニー通り 666 タナーロンゴーン・ビル　17階（ชั้น๑๗ อาคารธนาลงกรณ์ ถนนบรมราชชนนี แขวงบางบำหรุ เขตบางพลัด กทม.10700） 

## 部局
- 総務部（กองกลาง）
- ネットワーク助成センター（ศูนย์เครือข่ายสัมพันธ์และแหล่งทุน）
- 美術館センター （ศูนย์หอศิลป์）
- 現代芸術文化研究所 （สถาบันศิลปวัฒนธรรมร่วมสมัย）

## 関連事項
- 文化省 (タイ)